# Наседкин, Виктор Анатольевич
Виктор Анатольевич Наседкин (род. 25 апреля 1958 года, с. Калинино, Нерчинский район, Читинская область, СССР) — бывший прокурор Архангельской области. Почётный работник прокуратуры Российской Федерации.

## Биография
Наседкин родился в 1958 году в селе Калинино.
Трудовую карьеру начал в 1975 году на заводах Узбекской ССР как электрослесарь, далее — шарнирист и слесарь.
После службы в рядах Советской Армии в 1979 году поступил в Свердловский юридический институт им. М. А. Руденко, окончил его в 1983 году.
Работать в прокуратуре начал с 1983 года в должности помощника прокурора Качирского района Павлодарской области Казахской ССР.
С 1987 по 1992 год — заместитель прокурора города Экибастуза Павлодарской области Казахской ССР.
С 1992 по 1995 год — прокурор Ильичевского района города Павлодара Республики Казахстан.
С 1995 по 1996 год — начальник отдела по надзору за следствием и дознанием прокуратуры Павлодарской области.
С 1996 по 1997 год — служба в органах Государственного следственного комитета Республики Казахстан.
С 1997 по 2002 год — следователь по особо важным делам прокуратуры Центрального административного округа города Москвы.
С 2002 по 2005 год — Таганский межрайонный прокурор города Москвы.
С 2005 по 2006 год — начальник отдела регистрации арестов Главного управления Федеральной регистрационной службы по городу Москве.
С 2006 по 2007 год — следователь по особо важным делам первого отдела управления по расследованию особо важных дел Генеральной прокуратуры Российской Федерации.
С 2007 по 2009 год — заместитель начальника Главного управления по надзору за следствием — начальник организационно-методического отдела Генеральной прокуратуры Российской Федерации.
С 2009 по 2011 год — заместитель начальника управления по надзору за расследованием особо важных дел Генеральной прокуратуры Российской Федерации.
С 2011 по 2013 год — был назначен В. Чайкой первым заместителем прокурора Московской области. Сдружился с первым заместителем Генпрокурора РФ Александром Буксманом, считалось, что Наседкин пытался продолжать порочную практику «круговой поруки» А. Игнатенко, что привело к конфликту с новым прокурором Московской области Аникиным, который, в тот момент, расследовал дело о подмосковных казино. Серьёзными проблемами с руководством обернулась попытка прокурора Подмосковья А. Аникина избавиться от чрезмерно лояльного к Генеральной прокуратуре России заместителя Наседкина, интересно, что Наседкин имел значительный опыт борьбы с незаконным игорным бизнесом, фактически ему была посвящена серия «Лохотронщики» из цикла «Криминальная Россия».
Приказом Генерального прокурора Российской Федерации № 122-К от 13.02.2013 Наседкин Виктор Анатольевич назначен на должность прокурора Архангельской области.
В начале 2021 года ушел в отставку.
Классный чин — государственный советник юстиции 2 класса. Награждён нагрудным знаком «Почётный работник прокуратуры Российской Федерации», Почётной грамотой Генерального прокурора Российской Федерации, именным оружием, медалью «290 лет прокуратуре России».
Участвовал в профессиональных конференциях, форумах.